# Alphacoleoptera
Alphacoleoptera (лат.) — ископаемый подотряд жесткокрылых насекомых (жуков) (палеозойская эра и мезозойская эра).

## Описание
Полностью ископаемая группа жуков. Прококсальные полости закрыты сзади; среднегрудь укорочена, а заднегрудь увеличена; передние крылья полные, плоские над брюшком в месте прилегания, с широкой эпиплеврой, сходятся вдоль шовного края и предположительно смыкаются вдоль шовного края, за исключением острых вершин и обычно не сходятся вдоль шовного края (таким образом, в значительной степени, но не полностью покрывают брюшко), жилкование полное, сетчатое, продольные секторы обычно раздвоенные (иногда зигзагообразные), с многочисленными ячейками между жилками, небольшое поле проксимальнее между Sc и RA (кроме Permosynoidea), анальная жилка следует за шовным краем (задний задний край напротив переднего края), плечо расположено проксимальнее на A1+2; мезовентрит длиннее простернума; тарзальная формула 5-5-5; телескопический яйцеклад едва склеротизирован.

## Классификация
Включает 3 надсемейства. Эту группу часто называют †Protocoleoptera Tillyard, 1924. К сожалению, Protocoleoptera была создана специально для вымершего семейства †Protocoleidae Tillyard, 1924, группы, которая сегодня известна как линия насекомых Polyneoptera, родственных уховёрткам (Dermaptera). Другое вымершее семейство, †Permophilidae Tillyard, 1924, из тех же ископаемых отложений было позже установлено как †Paracoleoptera Laurentiaux, 1953, и также считалось родственной линией жуков. †Permophilidae, как и †Protocoleidae, являются Polyneoptera. Соответственно, †Protocoleoptera и †Paracoleoptera являются объективными синонимами †Protelytroptera, и не связаны с Coleoptera и, по сути, не относятся к насекомым с полным развитием Eumetabola. Ни †Protocoleoptera, ни †Paracoleoptera не могут использоваться в качестве подотрядов Coleoptera. Точно так же Кроусон (1981) установил вымерший подотряд † Archecoleoptera, который, по его мнению, не включает самых примитивных жуков, но ограничивается пермским периодом. Кроусон также считал †Protocoleoptera линией ранних жуков, включая †Tshekardocoleidae и других, и поэтому исключил их из своего нечётко определённого таксона †Archecoleoptera. Но †Archecoleoptera не были установлены на основе определённого таксона или признаков, но должны были исключить, по крайней мере, † Tshekardocoleidae и других ранее вымерших жуков. Таким образом, самый базальный и вымерший подотряд жесткокрылых оставался без соответствующего названия, и поэтому в 2022 году он был установлен.
- †Coleopsoidea Kirejtshuk and Nel, 2016
  - † Coleopsidae Kirejtshuk and Nel, 2016
- †Permocupedoidea Martynov, 1932
  - † Tshekardocoleidae Rohdendorf, 1944
  - † Labradorocoleidae Ponomarenko, 1969
  - † Oborocoleidae Kukalová, 1969
  - † Permocupedidae Martynov, 1932
    - † Permocupedinae Martynov, 1932
    - † Taldycupedinae Rohdendorf, 1961
- †Permosynoidea Tillyard, 1924
  - † Ademosynidae Ponomarenko, 1968
  - † Permosynidae Tillyard, 1924